# Morte de Tamir Rice
Em 22 de novembro de 2014, Tamir E. Rice, um menino afro-americano de 12 anos, foi morto em Cleveland, Ohio, pelo policial Timothy Loehmann, um homem branco de 26 anos da Divisão de Polícia de Cleveland [en] (CDP). Rice portava uma réplica de arma de brinquedo; Loehmann atirou nele quase imediatamente ao chegar ao local. Loehmann e seu parceiro, Frank Garmback, de 46 anos, respondiam a uma chamada de emergência sobre um indivíduo com uma arma. Um denunciante informou que um indivíduo apontava "uma pistola" para pessoas aleatoriamente no Centro de Recreação Cudell, um parque do Departamento de Obras Públicas de Cleveland. O denunciante informou duas vezes ao despachante que a pistola era "provavelmente falsa" e que o indivíduo era "provavelmente menor de idade", mas essas informações não foram transmitidas a Loehmann e Garmback.
Loehmann e Garmback relataram que, ao chegarem ao local, gritaram repetidamente "mostre suas mãos" pela janela aberta do carro de patrulha. Loehmann afirmou que, em vez de mostrar as mãos, Rice parecia estar tentando sacar algo: "Eu sabia que era uma arma e que ele a estava puxando." Loehmann disparou duas vezes, atingindo Rice uma vez no torso. Rice faleceu no dia seguinte.
A arma de Rice foi identificada como uma réplica de airsoft, sem a ponta laranja que indicaria ser um brinquedo. Um vídeo de vigilância do incidente foi divulgado pela CDP quatro dias após o tiroteio. Em 3 de junho de 2015, o Gabinete do Xerife do Condado de Cuyahoga anunciou que sua investigação estava concluída e que os resultados foram entregues ao procurador do condado. Meses depois, a promotoria apresentou evidências a um grande júri, que decidiu não indiciar, principalmente com base em que Rice estava sacando o que parecia ser uma arma de fogo da cintura quando Loehmann e Garmback chegaram. Um processo movido pela família de Rice contra a cidade de Cleveland foi posteriormente resolvido por 6 milhões de dólares.
Após o incidente, revelou-se que Loehmann, em seu emprego anterior como policial no subúrbio de Cleveland, Independence, foi considerado um recruta emocionalmente instável e inapto para o serviço. Loehmann não informou esse fato em sua candidatura para ingressar na CDP, e a CDP não revisou seu arquivo de pessoal anterior antes de contratá-lo. Em 2017, após uma investigação, Loehmann foi demitido por omitir essa informação em sua candidatura. Uma revisão conduzida pela agente aposentada do FBI, Kimberly Crawford, concluiu que a morte de Rice foi justificada e que a resposta de Loehmann foi "razoável". O caso recebeu ampla cobertura nacional e internacional, ocorrendo logo após outros tiroteios de alto perfil envolvendo homens afro-americanos baleados por policiais.

## Biografia
Tamir Elijah Rice (25 de junho de 2002 – 23 de novembro de 2014) nasceu em Cleveland, Ohio, em 25 de junho de 2002, filho de Samaria Rice e Leonard Warner. Sua família o descrevia como atlético, destacando-se em vários esportes — incluindo futebol americano, basquete, natação e futebol — e frequentemente competindo com crianças mais velhas. Aos 12 anos, Rice tinha 1,70 m de altura e pesava 88 kg. Ele participava de programas de artes no centro recreativo de sua comunidade, criando peças de cerâmica e bordando para sua mãe. Na época de sua morte, Rice frequentava a Escola Primária Marion-Seltzer, em Cleveland, onde era descrito como um "jovem agradável". Ele tinha uma irmã mais velha, Tajai, e um irmão mais velho.

## Tiroteio
Na tarde de 22 de novembro de 2014, um denunciante, que estava em um coreto próximo, relatou por meio de uma ligação para o 9-1-1 que alguém, possivelmente menor de idade, estava apontando "uma pistola" para pessoas aleatoriamente no Centro de Recreação Cudell, em Cleveland. O denunciante afirmou duas vezes que a arma era "provavelmente falsa". Segundo porta-vozes da polícia, inicialmente não estava claro se essa informação havia sido transmitida aos policiais da Divisão de Polícia de Cleveland (CDP), Timothy Loehmann (26 anos) e Frank Garmback (46 anos); posteriormente, foi revelado que o despachante mencionou apenas "uma arma", sem mais detalhes. Segundo um relato, o despachante perguntou duas vezes se o menino era negro ou branco antes de enviar Loehmann e Garmback ao centro recreativo por volta das 15h30. A gravação real da ligação revela que o despachante perguntou três vezes se o menino era negro ou branco, repetindo a pergunta após o denunciante descrever a cor da roupa de Rice. O denunciante então deixou o coreto, e Rice sentou-se nele algum tempo depois.
De acordo com informações relatadas à imprensa no dia do tiroteio pelo presidente da Associação de Policiais de Cleveland, Jeffrey Follmer, "[Loehmann e Garmback] chegaram ao estacionamento e viram algumas pessoas sentadas sob um pavilhão ao lado do centro. [Loehmann] viu uma arma preta sobre a mesa e observou o menino pegá-la e colocá-la na cintura." No mesmo dia, o vice-chefe de polícia de Cleveland, Tomba, afirmou: "O policial saiu do carro e ordenou que o menino levantasse as mãos. O menino alcançou a cintura, puxou a arma e [Loehmann] disparou dois tiros." Segundo Tomba, "a criança não ameaçou o policial verbalmente ou fisicamente." Em 26 de novembro, dia em que o vídeo do tiroteio foi divulgado, Tomba afirmou que "Loehmann gritou três vezes do carro para que Tamir mostrasse as mãos enquanto se aproximava." Uma investigação do Departamento de Justiça concluiu que Loehmann saiu do veículo enquanto ele ainda estava parando e disparou dois tiros menos de dois segundos após abrir a porta do passageiro.
Rice faleceu no dia seguinte no Centro Médico MetroHealth. O médico legista determinou que a causa da morte foi um ferimento à bala no torso, com lesões em vasos principais, intestinos e pelve.
Um vídeo de vigilância sem áudio do tiroteio foi divulgado pela CDP em 26 de novembro, após pressão do público e da família de Rice. O vídeo mostra Rice caminhando pelo parque, ocasionalmente estendendo o braço direito. Ele aparece brevemente falando ao celular e sentado em uma mesa de piquenique no coreto. Um carro de patrulha atravessa o gramado do parque em alta velocidade e para abruptamente perto do coreto. Rice parece mover a mão, ação que especialistas policiais interpretaram como Rice alcançando a cintura, mas contestada por relatórios de especialistas contratados pelos advogados da família de Rice, antes que Loehmann saia do carro e atire imediatamente em Rice a uma distância de menos de 10 pés (3,0 m). Todo o incidente ocorreu em menos de dois segundos. Segundo o juiz Ronald B. Adrine, em uma decisão sobre o caso, "este tribunal ainda está atônito com a rapidez com que este evento se tornou mortal... No vídeo, o carro de patrulha com os policiais Loehmann e Garmback ainda está parando quando Rice é baleado."
Quase quatro minutos depois, um detetive da polícia e um agente do FBI, que estavam trabalhando em um caso de roubo a banco nas proximidades, chegaram ao local e prestaram os primeiros socorros ao menino. Três minutos após isso, paramédicos chegaram e levaram Rice ao Centro Médico MetroHealth.
A mãe de Rice relatou que a arma de brinquedo foi dada a ele por um amigo minutos antes da chegada da polícia, que os policiais abordaram e algemaram sua filha de 14 anos após o incidente, e que a ameaçaram de prisão se ela não se acalmasse após ser informada sobre o tiroteio contra seu filho.
Um segundo vídeo, obtido pelo Northeast Ohio Media Group e divulgado em 7 de janeiro de 2015, mostra a irmã de Rice, de 14 anos, sendo forçada ao chão, algemada e colocada em um carro de patrulha cerca de dois minutos após o tiroteio, quando correu em direção ao irmão. Além disso, nenhum socorro foi prestado a Rice por quatro minutos até a chegada de um agente do FBI, que atribuiu isso ao fato de os policiais de Cleveland "não saberem o que fazer", já que o ferimento de Rice exigia um nível mais avançado de primeiros socorros para o qual os policiais não foram treinados.

## Policiais envolvidos
Após o tiroteio, a mídia relatou detalhes sobre o histórico dos policiais envolvidos. Ambos os policiais foram colocados em licença administrativa remunerada.
Em 28 de dezembro de 2015, o grande júri decidiu não indiciar os policiais.

### Timothy Loehmann
Loehmann, o policial que matou Rice, ingressou na força policial de Cleveland em março de 2013. Entre julho e dezembro de 2012, ele trabalhou no departamento de polícia de Independence, a cerca de 13 milhas (21 km) ao sul de Cleveland, passando quatro desses meses na academia de polícia.
Em um memorando ao gerente de recursos humanos de Independence, divulgado pela cidade após o tiroteio, o vice-chefe de polícia de Independence, Jim Polak, escreveu que Loehmann havia renunciado para evitar uma demissão certa devido a preocupações sobre sua falta de estabilidade emocional para atuar como policial. Polak destacou que Loehmann não conseguia seguir "funções básicas conforme instruído" e citou especificamente uma "perda perigosa de compostura" durante um exercício de treinamento com armas. Polak afirmou que o manuseio de armas por Loehmann era "deplorável" e que ele se tornava visivelmente "distraído e emotivo" devido a problemas pessoais. O memorando concluiu: "Individualmente, esses eventos não seriam considerados situações graves, mas, em conjunto, mostram um padrão de falta de maturidade, indiscrição e desobediência a instruções. Não acredito que tempo ou treinamento possam mudar ou corrigir essas deficiências." Posteriormente, foi revelado que as autoridades policiais de Cleveland não revisaram o arquivo pessoal de Loehmann em Independence antes de contratá-lo. Loehmann foi contratado em Cleveland apesar de listar sua principal fonte de renda nos seis meses anteriores como proveniente de "trabalhos informais".
Em 30 de maio de 2017, o prefeito de Cleveland anunciou que Loehmann havia sido demitido por ocultar detalhes sobre seu emprego anterior na candidatura. Em seu formulário, Loehmann afirmou que deixou o Departamento de Polícia de Independence por "razões pessoais" e não revelou a determinação da polícia de Independence de que ele tinha "incapacidade de funcionar emocionalmente" como policial.

### Frank Garmback
Garmback, que dirigia o carro de patrulha, é policial em Cleveland desde 2008. Em 2014, a cidade de Cleveland pagou US$100.000 para resolver uma ação judicial por uso excessivo de força movida contra ele por uma mulher local. Segundo a ação, Garmback "avançou e a colocou em um mata-leão, derrubou-a no chão, torceu seu pulso e começou a golpear seu corpo", e "tal uso excessivo de força, imprudente, intencional e doloso, causou diretamente lesões corporais". A mulher havia chamado a polícia para relatar um carro bloqueando sua entrada. O acordo não aparece no arquivo pessoal de Garmback.

## Desdobramentos

### Investigação
A Polícia de Cleveland coletou depoimentos de Loehmann e Garmback. Foi anunciado que buscariam testemunhas adicionais do tiroteio, incluindo um homem gravado caminhando com Rice no parque antes do incidente. Os resultados seriam apresentados a um grande júri para possíveis acusações.
Em 1º de janeiro de 2015, a Associated Press informou que o Departamento de Polícia de Cleveland estava buscando uma agência externa para investigar o tiroteio de Rice, bem como conduzir todas as futuras investigações relacionadas a incidentes com uso letal de força.
Em 15 de maio, a revista Mother Jones relatou que, seis meses após o tiroteio, embora o departamento do xerife tivesse anunciado que sua investigação estava quase concluída, nenhum dos dois policiais envolvidos havia sido entrevistado pelos investigadores do Gabinete do Xerife do Condado de Cuyahoga. Também foi informado que, até aquele momento, Frank Garmback, o policial que dirigiu o carro, não estava sob investigação criminal.
Em 3 de junho, o Gabinete do Xerife do Condado de Cuyahoga divulgou um comunicado declarando que sua investigação estava concluída e que os resultados foram entregues ao procurador Tim McGinty, que deveria revisar o relatório e decidir se apresentaria as evidências a um grande júri. Em resposta a uma petição de cidadãos, em 11 de junho, o juiz municipal Ronald Adrine concordou que "o policial Timothy Loehmann deveria ser acusado de vários crimes, sendo o mais grave o assassinato, mas também incluindo homicídio culposo, homicídio imprudente, homicídio negligente e negligência no dever." O juiz Adrine também encontrou causa provável para acusar o policial Frank Garmback de homicídio negligente e negligência no dever. Como os juízes de Ohio não têm autoridade legal para emitir mandados de prisão nesses casos, sua opinião foi encaminhada aos promotores da cidade e ao procurador do Condado de Cuyahoga, Timothy McGinty, que, até aquela data, ainda não havia decidido se apresentaria as evidências a um grande júri.

### Relatório
Em 13 de junho, o procurador do Condado de Cuyahoga, Tim McGinty, divulgou um relatório redigido de 224 páginas sobre a investigação. O relatório incluiu entrevistas com pelo menos 27 pessoas, incluindo professores, amigos e a pessoa que ligou para o 911. Loehmann e Garmback recusaram-se a ser entrevistados. Contrariando declarações da polícia de que Loehmann gritou "mostre suas mãos" três vezes antes de atirar, o relatório incluiu relatos de várias testemunhas que afirmaram não ter ouvido os policiais emitirem qualquer aviso verbal a Rice.

### Investigação e decisão do grande júri
Em 10 de outubro, o escritório do procurador do Condado de Cuyahoga divulgou dois relatórios solicitados por McGinty a especialistas externos sobre o uso de força: um da agente aposentada do FBI, Kimberly Crawford, e outro do procurador do Colorado, S. Lamar Sims. Ambos concluíram que o tiroteio de Tamir Rice foi razoável dadas as circunstâncias. No entanto, diante de acusações dos advogados da família Rice de que McGinty havia escolhido Crawford e Sims por seu suposto "viés pró-polícia" para proteger Loehmann e Garmback, McGinty convocou um grande júri para decidir se acusações criminais deveriam ser apresentadas contra os policiais.
Em 28 de dezembro, McGinty informou que o grande júri decidiu não indiciar Loehmann ou Garmback, afirmando: "Dada essa tempestade perfeita de erro humano, equívocos e falhas de comunicação por todos os envolvidos naquele dia, as evidências não indicaram conduta criminosa por parte da polícia." O anúncio levou a mãe de Rice a divulgar uma declaração acusando McGinty de conduzir mal a investigação, afirmando, em parte: "O procurador McGinty sabotou deliberadamente o caso, nunca defendendo meu filho e agindo, em vez disso, como advogado de defesa dos policiais."
Três testemunhas especialistas que depuseram perante o grande júri criticaram o comportamento dos promotores durante o processo. Roger Clark, um oficial aposentado do LASD com experiência em tiroteios policiais, disse que os promotores o trataram com hostilidade e "desdém" por concluir que Loehmann e Garmback agiram de forma imprudente; ele também descreveu os promotores como usando teatralidade, como nunca havia visto em outros processos de grande júri, que ele acreditava terem o objetivo de levar os jurados à conclusão desejada pelos promotores. Jeffrey Noble, outro oficial aposentado e especialista em casos de uso de força (que já havia usado força letal no trabalho), afirmou que foi atacado pelos promotores por dizer que os policiais nunca deveriam ter escalado a situação ao abordar Rice rapidamente, acrescentando: "Definitivamente, nunca vi dois promotores atuarem tão bem como advogados de defesa." Jesse Wobrock, um especialista em biomecânica contratado pelos advogados da família Rice, também descreveu os promotores como "agindo como se fossem advogados de defesa dos policiais" e como tendo o atacado profissionalmente por seu depoimento sobre o tempo e a relevância dos movimentos corporais de Loehmann e Rice, conforme visto nas imagens do tiroteio. Um porta-voz do escritório de McGinty disse que os três especialistas apresentavam apenas "um lado" da história, mas não pôde detalhar devido às leis de sigilo do grande júri.
Na primária democrata seguinte para procurador do Condado de Cuyahoga, em março de 2016, McGinty perdeu para o desafiante Michael O'Malley, que recebeu 55,8% dos votos. Uma análise do cleveland.com afirmou que McGinty não venceu nenhum dos 282 distritos de maioria afro-americana.

### Departamento de Justiça
Em 29 de dezembro de 2020, o Departamento de Justiça decidiu não apresentar acusações criminais contra os dois policiais envolvidos no tiroteio. O Departamento afirmou que não aprovava as ações dos policiais, mas que não havia evidências suficientes para acusá-los de um crime. Em particular, apontaram a má qualidade do vídeo granulado, sem áudio e parcialmente obstruído por um carro de polícia, como motivo para a decisão de não processar.

### Ação por morte e acordo
Em 5 de dezembro de 2014, a família de Rice entrou com uma ação por morte culposa contra Loehmann, Garmback e a cidade de Cleveland no Tribunal Distrital dos Estados Unidos para o Distrito Norte de Ohio. A denúncia de oito páginas acusou Loehmann e Garmback de agirem de forma "irrazoável, negligente [e] imprudente" e afirmou que, "[se] os policiais réus tivessem abordado Tamir adequadamente e investigado sua posse da arma de réplica, certamente teriam determinado... que a arma era falsa e que o suspeito era menor de idade." Também acusou a cidade de Cleveland por não treinar adequadamente os policiais e por não verificar o memorando interno do departamento de polícia de Independence sobre Loehmann.
Em 25 de abril de 2016, a ação foi resolvida para reduzir as responsabilidades dos contribuintes, com a cidade de Cleveland concordando em pagar US$ 6 milhões à família de Tamir Rice (US$ 5,5 milhões para o espólio de Tamir Rice, US$ 250.000 para a mãe de Rice e US$ 250.000 para a irmã de Rice).

### Protestos
Após o tiroteio, protestos e indignação pública eclodiram em Cleveland, embora tenham sido relativamente moderados. No entanto, em 25 de novembro de 2014, um dia após a decisão do grande júri de não indiciar o policial que baleou fatalmente Michael Brown, os protestos em Cleveland tornaram-se mais expressivos. Naquele dia, cerca de 200 manifestantes marcharam da Public Square [en] até a Cleveland Memorial Shoreway [en], causando o fechamento temporário desta última.
Em 5 de dezembro, o governador de Ohio, John Kasich, criou uma força-tarefa para abordar as relações entre comunidade e polícia em resposta ao tiroteio de Rice e outros incidentes semelhantes.
A morte de Rice foi citada como um dos vários assassinatos policiais que impulsionaram o movimento nacional Black Lives Matter.

### Cobertura da mídia
O incidente recebeu cobertura nacional e internacional, em parte devido ao momento de sua ocorrência, logo após o recente tiroteio policial de Michael Brown em Ferguson, Missouri; a morte de Eric Garner em Staten Island, Nova Iorque; o tiroteio policial de Akai Gurley [en] em Brooklyn, Nova Iorque, apenas dois dias antes; o tiroteio de John Crawford III [en] em Dayton, Ohio; e os distúrbios subsequentes a esses incidentes, que atraíram atenção mundial.
O Northeast Ohio Media Group foi criticado por publicar uma notícia sobre os registros criminais dos pais de Rice.
O Arquivo Popular da Violência Policial em Cleveland foi criado em resposta ao assassinato de Tamir para documentar as experiências da comunidade.

### Cerimônia fúnebre
Uma cerimônia fúnebre para Rice foi realizada na Igreja Batista Mount Sinai em 3 de dezembro de 2014, com cerca de 250 pessoas presentes. Ele foi lembrado "por seus talentos em desenvolvimento e descrito como uma criança popular que gostava de desenhar, jogar basquete e tocar na banda de percussão da escola". Membros da família criticaram Loehmann por agir muito rápido no tiroteio de Rice.

### Suspensão da atendente do 911
Em 15 de março de 2017, a atendente do 911, Constance Hollinger, foi suspensa por oito dias por não informar aos policiais que responderam à chamada que Rice era "provavelmente menor de idade" e que a arma que ele portava era "provavelmente falsa".

### Timothy Loehmann
Em 5 de outubro de 2018, a cidade de Bellaire, Ohio, contratou Loehmann como policial em regime de meio período. Cinco dias depois, Loehmann retirou sua candidatura ao departamento de polícia de Bellaire, e seu treinamento foi interrompido.
Em 2022, Loehmann tornou-se o único policial do pequeno departamento de Borough de Tioga, Pensilvânia. Ele renunciou após menos de uma semana.
Em 2024, Loehmann foi contratado como policial em período de experiência pela cidade de White Sulphur Springs, Virgínia Ocidental. Em 1º de julho de 2024, ele renunciou ao cargo.

### Cultura popular
O nome de Rice foi incluído em uma lista de afro-americanos mortos em interações com a polícia ao final do curta-metragem de 2020 Two Distant Strangers, no qual um afro-americano fica preso em um loop temporal onde é morto por um policial.

## Páginas externas
- «Tamir Rice: police release video of 12-year-old's fatal shooting – video» [Tamir Rice: polícia divulga vídeo do tiroteio fatal do garoto de 12 anos - vídeo]. The Guardian (em inglês). 26 de novembro de 2014. Consultado em 28 de maio de 2025
- «Memorial to Tamir Rice» [Memorial para Tamir Rice]. Atlas Obscura (em inglês). Consultado em 28 de maio de 2025